# Agostino Pinelli Ardimenti
Agostino Pinelli Ardimenti (Génova, 1492 - Génova, 1566) foi o 59.º Doge da República de Génova.

## Biografia
Agostino Ardimenti foi eleito como Doge a 4 de janeiro de 1555, o décimo quarto na sucessão de dois anos e o quinquagésimo nono na história republicana. Depois de o seu mandato terminar a 4 de janeiro de 1557, ele foi nomeado procurador perpétuo pelos sindicatos supremos. Ardimenti morreu em Génova num atentado em 1566, assassinado por um assassino que tinha a missão de matar o Doge Luca Spinola. O autor do assassinato foi Giovanni Stefano Lercari, filho do Doge Lercari, como vingança contra Luca Spinola pelas supostas ofensas sofridas pelo seu pai após um discurso no Senado.